# Heggadde, Sakleshpur
Heggadde là một làng thuộc tehsil Sakleshpur, huyện Hassan, bang Karnataka, Ấn Độ.